# أناثيما
أناثيما Anathema فرقة بريطانية من مدينة ليفربول، قامو ببداية التسعينيات وبالتعاون مع فرقة الفردوس المفقود وفرقة ماي داينغ برايد My Dying Bride بتطوير نوع جديد من موسيقى الميتال يدعى Doom/Death Metal وهو نوع من أنواع الدووم ميتال.

## عن الفريق
تأسست فرقة أناثيما Anathema في بداية 1990 وكان الفريق تحت اسم باغان إنجل Pagan Angel ولكن سرعان ماتغير للاسم الحالي. بدأت الفرقة بالأخوة كافانا Cavangh فنسنت Vincent ودانيال Daniel وجايمي Jamie على آلات الجيتار والبيز، ودارن وايت Darren White كمغني وجون دوغلاس John Douglas على الطبل Drums. بدأ الفريق بتسجيل عدة أغاني وأصدر ألبومان في 1990 و 1991. وبعدها تم التعاقد معهم مع الناشر بيسفيل Peaceville. وقاموا بإنتاج عدة إصدارات ومقطوعات موسيقية من نوع الدوم ميتال حتى عام 1995 حين كان ألبوم ذا سايلنت إنيجما The Silent Enigma آخر إصدار من هذا النوع. وبعدها بدأ الفريق يتخذ منحنى آخر وبدأ بكتابة الموسيقى من نوع الروك والابتعاد عن الميتال تدريجيا.

## إصدارات الفريق
| السنة | اسم الإصدار        |
| ----- | ------------------ |
| 1993  | Serenades          |
| 1995  | The Silent Enigma  |
| 1996  | Eternity           |
| 1998  | Alternative IV     |
| 1999  | Judgment           |
| 2001  | A Fine Day to Exit |
| 2003  | A Natural Disaster |
| 2014  | Distant satellites |